# 夏家瑜
夏家瑜，江西新建人，清朝政治人物。监生出身。
乾隆四十二年（1777年），擔任清朝廣州府新安縣知縣。后由洪肇楷接任。